# غوستافو هنريكي دا سيلفا سوزا
غوستافو هنريكي دا سيلفا سوزا (بالبرتغالية: Gustavo Henrique Sousa‏) هو لاعب كرة قدم برازيلي في مركز الهجوم، ولد في 29 مارس 1994 في ريجيسترو في البرازيل. لعب مع نادي كورينثيانز.

## وصلات خارجية
- غوستافو هنريكي دا سيلفا سوزا على موقع دوري كوريا الجنوبية (الإنجليزية)
- غوستافو هنريكي دا سيلفا سوزا على موقع قاعدة بيانات كرة القدم.إي يو (الإنجليزية)
- غوستافو هنريكي دا سيلفا سوزا على موقع Soccerway.com (الإنجليزية)
- غوستافو هنريكي دا سيلفا سوزا على موقع عالم كرة القدم.نت (الإنجليزية)
- غوستافو هنريكي دا سيلفا سوزا على موقع AS.com (الإسبانية)